# Barbara Simons
Barbara Simons (ur. 16 czerwca 1929 w Wolfenbüttel) – niemiecka polityk i nauczycielka, posłanka do Parlamentu Europejskiego II i III kadencji.

## Życiorys
W 1948 ukończyła studium nauczycielskie, później zdała egzaminy państwowe w wyższej szkole pedagogicznej w Hanowerze. Pracowała następnie jako nauczycielka, od 1973 do 1977 kształcąc się też w zakresie edukacji dorosłych. Od 1978 do 1984 pozostawała dyrektorką centrum doradczego przy hanowerskim uniwersytecie ludowym. Przystąpiła do organizacji społecznej Arbeiterwohlfahrt (AWO) oraz do Gewerkschaft Erziehung und Wissenschaft, związku zawodowego pracowników oświaty. Była przewodniczącą grupy działającej na rzecz pokoju na Saharze, a także członkiem zarządu Association of West European Parliamentarians for Action against Apartheid (AWEPAA) i UNO-Flüchtlingshilfe (niemieckiej organizacji powiązanej z urzędem wysokiego komisarza Narodów Zjednoczonych do spraw uchodźców).
W 1969 została działaczką Socjaldemokratycznej Partii Niemiec, od 1982 należała do jej egzekutywy w Dolnej Saksonii. W 1984 i 1989 uzyskiwała mandat posłanki do Parlamentu Europejskiego. Przystąpiła do grupy socjalistów, była m.in. wiceprzewodniczącą Delegacji do Wspólnego Zgromadzenia Porozumienia między państwami Afryki, Karaibów i Pacyfiku oraz EWG (1989–1994), a także przez dwie kadencje członkiem Komisji ds. Rozwoju i Współpracy.
Zamężna.